# Tautoneura bena
Tautoneura bena är en insektsart som beskrevs av Irena Dworakowska 1981. Tautoneura bena ingår i släktet Tautoneura och familjen dvärgstritar. Inga underarter finns listade i Catalogue of Life.